# Planet Earth III
Planet Earth III is een achtdelige documentaireserie uit 2023, geproduceerd door de BBC en het derde deel in de Planet Earth-serie. Het is een vervolg op Planet Earth uit 2006 en Planet Earth II uit 2016. De serie wordt gepresenteerd en verteld door David Attenborough. De serie ging in première in het Verenigd Koninkrijk op 22 oktober 2023 op BBC One. In Vlaanderen verscheen de serie op 12 november 2023 op VRT CANVAS en in Nederland op 8 mei 2024 door de EO op NPO 1.
Op 29 september 2023 werd bevestigd dat de soundtrack en trailermuziek van de serie is gecomponeerd en geproduceerd door Hans Zimmer in samenwerking met Bastille ("Pompeii MMXXIII") en Raye ("Mother Nature").

## Afleveringen
1. Coasts
2. Ocean
3. Deserts & Grasslands
4. Freshwater
5. Forests
6. Extremes
7. Human
8. Heroes

## Ontvangst
Op Rotten Tomatoes heeft Planet Earth III een waarde van 100% en een gemiddelde score van 8,80/10, gebaseerd op 7 recensies. Op Metacritic heeft de film een gemiddelde score van 88/100, gebaseerd op 4 recensies.